# Sweet Music
«Sweet Music» es una canción interpretada por la banda británica de Showaddywaddy. Fue publicada el 14 de febrero de 1975 como el sencillo principal de su segundo álbum de estudio Step Two.

## Rendimiento comercial
«Sweet Music» estuvo 9 semanas en la lista de sencillos del Reino Unido, alcanzando el puesto #14 durante la semana del 22 de marzo de 1975. También alcanzó la posición #12 en Irlanda.

## Posicionamiento
| Gráfica (1975)                 | Pico de posición |
| ------------------------------ | ---------------- |
| Irlanda (Irish Singles Chart)  | 12               |
| Reino Unido (UK Singles Chart) | 14               |